# Zavala (Mosambik)
Zavala (auch Quissico) ist eine Stadt im Süden von Mosambik an der Küste der Straße von Mosambik.

## Geographie
Die Stadt liegt im Distrikt Zavala in der Provinz Inhambane.
Bei der Stadt gibt es ausgedehnte Lagunen.

## Bevölkerung
Die größte ethnische Gruppe in Zavala bilden die Chopi.

## Söhne und Töchter der Stadt
- Kardinal Alexandre José Maria dos Santos (1924–2021), römisch-katholischer Geistlicher, Erzbischof von Maputo 1975–2003 und Kardinalspriester.
- Alberto Setele (1935–2006), römisch-katholischer Geistlicher, Bischof von Inhambane 1975–2006
- José António de Melo Pinto Ribeiro (* 1946), portugiesischer Jurist und Politiker, Kulturminister im Ersten Kabinett Sócrates 2008–2009
- Esperança Machavela (* 1956), Juristin, Diplomatin und Politikerin